# رياض باجيج
رياض باجيج (ولد في 6 أيار / مايو 1994) هو لاعب كرة قدم بوسني يلعب في مركز الهجوم في الدوري التركي الممتاز مع نادي إسطنبول باشاكشهر، على سبيل الإعارة من نادي أودينيزي، منتخب البوسنة والهرسك لكرة القدم.

## وصلات خارجية
- رياض باجيج على موقع الاتحاد الأوربي (الإنجليزية)
- رياض باجيج على موقع الاتحاد الأوربي (الإنجليزية)
- رياض باجيج على موقع اتحاد تركيا (لاعب) (الإنجليزية)
- رياض باجيج على موقع قاعدة بيانات كرة القدم.إي يو (الإنجليزية)
- رياض باجيج على موقع ناشيونال فوتبول تيمز (الإنجليزية)
- رياض باجيج على موقع Soccerway.com (الإنجليزية)
- رياض باجيج على موقع عالم كرة القدم.نت (الإنجليزية)
- رياض باجيج على موقع AS.com (الإسبانية)